# Гейлор, Энни Лоури
Энни Лоури Гейлор (англ. Annie Laurie Gaylor, род. 11 февраля 1955 или 2 ноября 1955, Мадисон) — американская активистка и писательница. Она участвовала в основании «Фонд свободы от религии» (FFRF) и является его сопредседателем вместе со своим мужем.

## Биография
В 1980 году окончила Университет Висконсина по специальности «журналистика».
В 2010 году получила премию от Американской ассоциации гуманистов. Гейлор приглашали докладчиком на различные конференции, включая 2012 Глобальный Атеистический Съезд в Мельбурне, Австралия и региональную конференцию атеистов Миннесоты. Состояла в бюро докладчиков при Альянсе секулярных студентов.
Работает редактором газеты организации «Свободомыслие сегодня», которая публикуется 10 раз в году. Себя называет феминисткой и либералом. Автор нескольких книг, включая «Горе женщинам: так сказано в Библии», «Злоупотребление доверием: церковное насилие над детьми», и редактор «Женщины без предрассудков: ни бога — ни господина».
Гейлор встретила Дана Баркера, когда они были гостями на шоу Опры Уинфри в 1984. Они начали встречаться 6 месяцев спустя и поженились в 1987. У них есть дочь, Сабрина Делата. Гейлор входит в совет директоров Женского медицинского фонда, сообщества, которое помогает женщинам оплачивать услуги аборта.
В 1977 Гейлор со своей матерью и другими феминистками возглавили протестное движение, которое привело к отставке судьи Арчи Симонсона после того, как он вынес обвинительный приговор жертве изнасилования. Она участвовала и в других протестах: протест против ограничения права на аборт в Южной Дакоте, протест против халатности судей в Висконсине и выступления против насилия с применением оружия.

### Фонд свободы от религии
Гейлор со своей матерью, Энн Николь Гейлор, и ныне покойным Джоном Сонтарком, учредили организацию «Фонд свободы от религии» (FFRF) на собрании за семейным столом Гейлоров в 1978. Усилия Гейлор были направлены на то, чтобы сделать FFRF крупнейшей организацией атеистов и агностиков в США.

### Появления в медиа
Гейлор появлялась в многочисленных печатных изданиях, на радио и телевидении, обсуждая деятельность FFRF, в том числе атеистическую рекламную кампанию, подвергнутую цензуре в Лас-Вегасе, и дело против Национального дня молитвы.
Гейлор помогает печатным изданиям освещать женские проблемы: как политика влияет на доступ женщин к медицинским услугам в сфере репродуктивного здоровья в штате Висконсин, арест туниской женщины за публикацию фото в обнаженном виде, 50-летие со дня публикации книги «Загадка женственности», а также правовой статус женщин во всем мире с момента женского съезда в Сенеке (1848 г.).
Гейлор вместе со своим мужем Деном Бакером ведет еженедельную одночасовую радиопрограмму «Радио Свободомыслия».

## Публикации
Автор
- Энни Лоури Гейлор. It Can't Happen Here? (англ.). — Complimentary Copy Press, 1986.
- Энни Лоури Гейлор. Two Reviews: Encyclopedia of Unbelief (англ.). — Complimentary Copy Press, 1987.
- Энни Лоури Гейлор. Betrayal of Trust: Clergy Abuse of Children (англ.). — Freedom From Religion Foundation, 1988. — ISBN 978-1-877733-06-2.
- Энни Лоури Гейлор. Woe to the Women--the Bible Tells Me So: The Bible, Female Sexuality & the Law (англ.). — Freedom From Religion Foundation, 2004. — ISBN 978-1-877733-12-3.

Редактор
- Энни Лоури Гейлор. Женщины без предрассудков: и бога - ни господина: собрание сочинений женщин-вольнодумцев девятнадцатого и двадцатого веков. — Freedom From Religion Foundation, 1997. — ISBN 978-1-877733-09-3.